# Локомотив (стадион, София)
Вижте пояснителната страница за други значения на Стадион „Локомотив“.
„Локомотив“ е български стадион, намиращ се в квартал Военна рампа, София. На него домакинските си мачове играе отборът Локомотив (София). Стадионът е с капацитет от 22 000 седящи места.

## История
Най-старото игрище на ЖСК през 1930 г. се е намирало до Безжичния телеграф зад Централна гара София, където сега е сградата на ТЕЦ „София“. Теренът е само за тренировки, не е пригоден за мачове. Повечето от домакинските си мачове ЖСК е провеждал на стадион „Юнак“.
Това продължава до края на петдесетте години, когато Локомотив се мести във втория си дом – стадиона в квартал „Захарна фабрика“. На този вече несъществуващ стадион се играе до създаването на обединението ЖСК Славия през пролетта на 1969 г.
След „възраждането“ на Локомотив София в началото на седемдесетте години, отборът провежда домакинските си мачове на стадион „Локомотив“ в кв. „Надежда“. Отначало стадионът разполага само с един сектор, но след продължителен ремонт съоръжението вече има капацитет за 22 000 седящи зрители. Открита е източната трибуна, която е построена в периода 1981 – 1985 г., разполагаща с козирка, покриваща над 80% от седалките на нея. Теренът е реконструиран през 1989 г.
Казусът със собствеността на стадиона е изключително сложен. На 19 декември 1988 г. Изпълкомът на Столичния народен съвет (СНС) със заповед РД-14-14-1502, подписана от инж. П. Пенев, заместник-председател на СНС, нарежда на Главна дирекция за изграждане на София (ГДИС) „да прехвърли безвъзмездно на ДФС Локомотив завършените основни фондове през 1987 – 1988 г. за обект „Ст. Локомотив“. Това включва блоковете от №4 до №8 в т.нар. Нова част на стадиона на обща стойност тогавашни 6 067 245 лв. както и оборудване за 83 172 лв., надлежно описани в заповедта. С протокол от 11 март 1991 г., ПФК Локомотив (София) взема официалния терен и двата тренировъчни терена, съблекалните, зала за вдигане на тежести, както и около 20 стаи и помещения в т.нар. Стара част на стадиона, която е от страната на сектор А. В началото на 21 век в пълно затъмнение спрямо обществения интерес е реституирана част от земята върху, която е изграден спортния комплекс. От началото на 2012 г. областната управа на София предявява претенции за незаконно облагодетелстване, чрез отдаване на помещения под наем от страна ОСК Локомотив, който е наследник на ДФС Локомотив.
През 2000 година са поставени нови около 4000 седалки с облегалки на западната трибуна и около 7200 на източната, с което капацитета на стадиона е намален на около 16000 зрители.
През 2001 г. стадионът е избран за домакин на финала за купата на България.
На съоръжението са изнесени концерти от групи като Блек Сабат, Депеш мод, Айрън Мейдън и звезди като Ерос Рамацоти, Джордж Майкъл, Кайли Миноуг, Елтън Джон.
Към април 2012 г. въпросът с лиценза на стадиона е изключително дискусионен. В периода 2010 – 2012 на стадион Локомотив ту е разрешено, ту забранено провеждането на футболни срещи от А ПФГ. В същия период обаче се проведеждат контроли и концерти с многохилядна публика. Видна е наложителната нужда от ремонт в Новия сектор. Това е констатирано и от специализираните комисии оценили състоянието на съоръжението. Според представената експертиза на НИСИ ЕООД прогнозната количествено-стойностна сметка на РВСМР (б.р. – ремонтно-възстановителни строително-монтажни работи) възлиза на 3 605 740 лв. В нея се твърди едновременно, че носещите въжета и конструкцията на козирката отговарят на изискванията на закона, но е нужен и спешен ремонт.
След обработка на въжетата и носещите колони на покривната конструкция, както и изливане на нова настилка в някои сектори, лиценза за провеждане на масови мероприятия на стадион Локомотив бе възстановен. На 20 април 2013 г. секторите А и Г посрещнаха около 4000 зрители на футболната среща от А ПФГ между Локомотив София и Ботев Пловдив.
На 12 май 2013 г. отново на стадион Локомотив Депеш мод изнесоха втория си концерт в България. Последния концерт е на Аеросмит от 2014 година.
През сезон 2015/2016 година за футболни мачове бе отворен целият стадион. След влизането на Локомотив във Втора професионална футболна лига вече лицензирани за посещение са само сектор А и клетката за гости, като по този начин капацитета е ограничен на 6000 зрители. През есента на 2016 година бе обновена ВИП ложата на сектор А. Тя е една от най-луксозните в България, разполагайки с 64 закрити тапицирани кресла.

## Значими концерти
- Блек Сабат, 23 юни 2005 г.
- Депеш Мод, 21 юни 2006 г.
- Ерос Рамацоти, 3 юли 2006 г.
- Планета Мура Мега, 7 септември 2006 г.
- Джордж Майкъл, 28 май 2007 г. от турнето 25 LIVE
- Айрън Мейдън, 4 юни 2007 г.
- Кайли Миноуг, 18 май 2008 г.
- Елтън Джон, 13 юни 2010 г.
- Депеш Мод, 12 май 2013 г.
- Аеросмит, 17 май 2014 г.[16]